# Kastanjeklyvstjärt
Kastanjeklyvstjärt (Enicurus ruficapillus) är en fågel i familjen flugsnappare inom ordningen tättingar.

## Utseende och läte
Kastanjeklyvstjärten är en 18–20 cm lång trastliknande fågel med en för släktet typisk lång och kluven stjärt med vita spetsar och vita yttre stjärtpennor. Hanen är varmt kastanjebrun på hjässa och nacke, vit i panna och svart i ansiktet. Manteln och vingarna är svarta med tydligt vitt vingband. Ryggen är vit, liksom undersidan, dock med svartaktig fjällning på bröstet. Honan liknar hanen, men det kastanjebruna sträcker sig bak över manteln. Lätet består av ljusa och tunna visslingar.

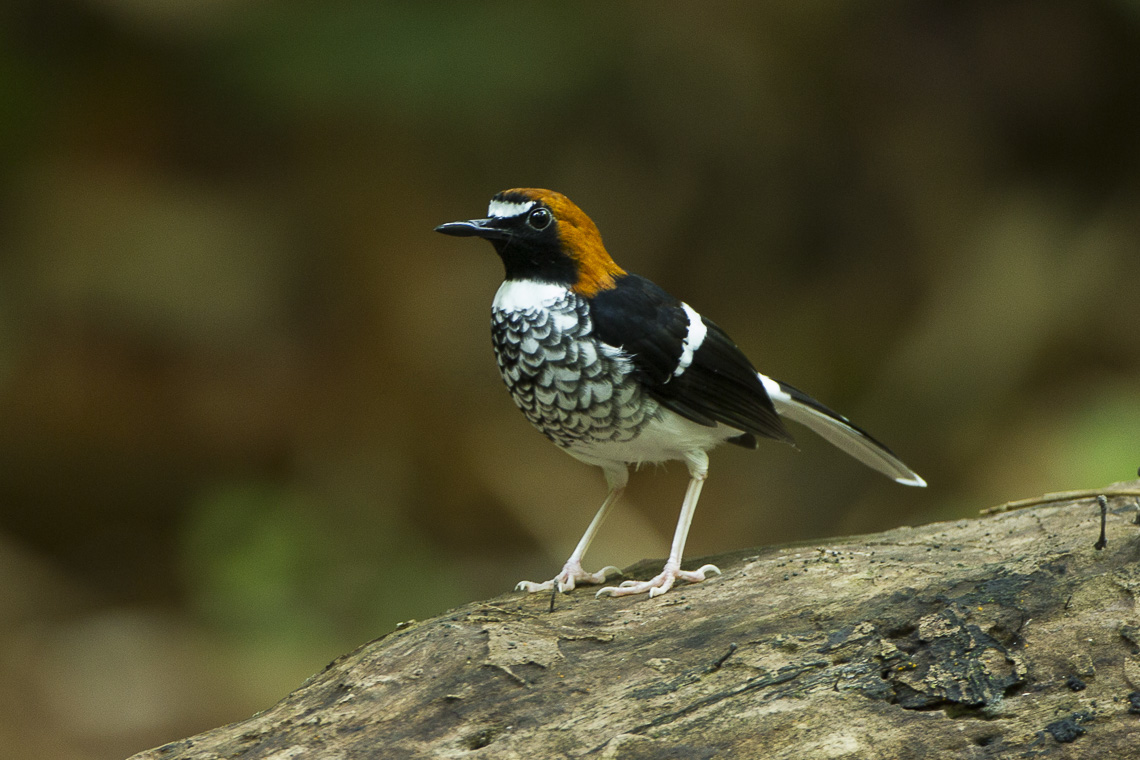

## Utbredning och systematik
Fågeln förekommer från södra Myanmar till södra Thailand, Malaya, Sumatra och Borneo. Den behandlas som monotypisk, det vill säga att den inte delas in i några underarter.

### Familjetillhörighet
Klyvstjärtarna ansågs fram tills nyligen liksom bland andra stenskvättor, stentrastar, rödstjärtar vara små trastar. DNA-studier visar dock att de är marklevande flugsnappare (Muscicapidae) och förs därför numera till den familjen.

## Levnadssätt
Kastanjeklyvstjärten hittas utmed rinnande vattendrag i skog, i låglänta områden och förberg. Där ses den ofta sitta på stenar utmed vattnet. Fågeln kan vara rätt skygg och försvinner lätt in i vegetationen när den störs.

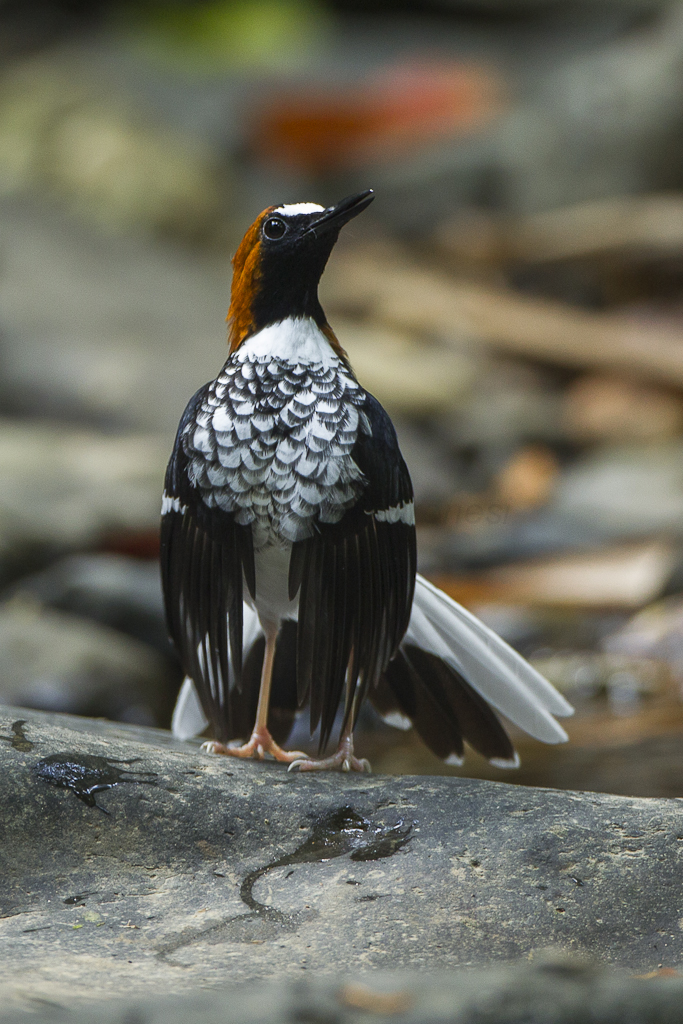

## Status och hot
Arten har ett stort utbredningsområde, men tros minska i antal till följd av skogsavverkningar, dock inte tillräckligt kraftigt för att den ska betraktas som hotad. Internationella naturvårdsunionen IUCN listar arten som nära hotad (LC).